# Sadiq Umar
Umar Sadiq (Kaduna, 2 febbraio 1997) è un calciatore nigeriano, attaccante della Real Sociedad e della nazionale nigeriana.

## Caratteristiche tecniche
Si tratta di un centravanti di piede destro, che accosta a buone doti fisiche una discreta tecnica di base che fanno di Umar un buon attaccante d'area. La sua elevazione gli consente di essere abbastanza pericoloso sulle palle aeree. Abile negli spazi larghi, dispone di un'ottima progressione. Limiti caratteriali e comportamentali ne hanno rallentato la crescita calcistica.

## Carriera

### Club

#### Le prime esperienze e l'arrivo in Italia
Cresciuto nel Football College Abuja, accademia fondata dall'imprenditore e dirigente sportivo Gabriele Volpi, nel 2013 prende parte alla Kvarnerska Rivijera, torneo organizzato dall'HNK Rijeka, dove si laurea capocannoniere.
Al termine della competizione viene tesserato, su avallo dello Spezia, dalla Lavagnese, militante in Serie D, che l'anno successivo lo cede proprio agli spezzini, con i quali, pur non esordendo mai in prima squadra, si laurea capocannoniere del Campionato Primavera 2014-2015 con 26 gol.

#### La Roma e il prestito al Bologna
Il 31 agosto 2015 si trasferisce in prestito dallo Spezia alla Roma per 500.000 euro, con diritto di riscatto fissato a 2,5 milioni. Durante la sua permanenza nella Primavera della Roma, si fa notare nella partita casalinga di Youth League contro i pari età del Bayer Leverkusen del 4 novembre, segnando una tripletta nel 5-1 finale. Le sue prestazione con la primavera non passano inosservate, tanto che il 21 novembre fa il suo esordio in Serie A con la Roma, nella trasferta di Bologna, pareggiata 2-2, subentrando a Juan Iturbe. Il 20 dicembre, alla sua terza presenza, segna il definitivo 2-0 nella partita Roma-Genoa. Nella sfida successiva del 6 gennaio 2016 contro il Chievo gioca per la prima volta da titolare; la sfida è terminata sul 3-3 con Sadiq che va nuovamente in gol. Con l'esonero di Rudi Garcia e l'arrivo di Luciano Spalletti lui torna a giocare con la primavera, con cui il 22 aprile 2016, durante il derby contro la Lazio, Sadiq colpisce al volto con una gomitata un avversario venendo espulso dall'arbitro e squalificato per 6 turni dal giudice sportivo e, di fatto, concludendo anzitempo la stagione. Pur non partecipando alle final eight, facendo parte della rosa giovanile della Roma può fregiarsi del titolo di campione d'Italia del Campionato Primavera 2015-2016, con lui che ha contribuito al successo dei giallorossi con 12 gol e 5 assist in 9 partite. Il 21 giugno 2016 viene riscattato per un corrispettivo allo Spezia di 2,5 milioni di euro e firma un contratto fino al 30 giugno 2020.
Il 30 agosto 2016 passa in prestito per una stagione, con diritto di riscatto e contro-riscatto a favore dei giallorossi al Bologna. Complice un infortunio, fa il suo esordio in maglia bolognese contro la Lazio in trasferta allo Stadio Olimpico solo il 16 ottobre 2016. Durante la stagione, a causa di problemi fisici, trova poco spazio e una volta conclusa il club bolognese decide di non esercitare il proprio diritto di riscatto e così il giocatore torna a Roma.

#### Torino e NAC Breda
Il 16 agosto 2017 viene girato in prestito al Torino, ma dopo aver collezionato soltanto tre presenze con i granata, il 26 gennaio 2018 fa ritorno alla Roma, che il giorno dopo lo cede, sempre a titolo temporaneo, al NAC Breda.
Il 17 febbraio segna la prima rete in Eredivisie realizzando l'unica rete della propria squadra nella sconfitta in casa per 1-3 per mano dell'AZ Alkmaar.

#### Rangers e Perugia
Il 10 luglio 2018, Umar si trasferisce in prestito ai Rangers. L'esperienza scozzese dura solo sei mesi (con solo quattro presenze all'attivo), complice anche il maltrattamento ricevuto dal nigeriano, che ha additato la dirigenza e l'allenatore Steven Gerrard come responsabili di vere e proprie «umiliazioni».
Il 9 gennaio 2019 finisce in prestito al Perugia in Serie B. Fa il suo debutto il 19 gennaio in occasione della sconfitta casalinga col Brescia. Segna il primo gol il 27 febbraio nel successo sul campo del Venezia.

#### Partizan
Il 3 luglio 2019 passa in prestito oneroso al Partizan, al prezzo di 100.000 euro, con diritto di riscatto fissato a 1,7 milioni di euro. Debutta con i serbi il 21 luglio seguente, nel match di campionato contro l'Inđija. Il 4 agosto segna invece la sua prima rete nel massimo campionato serbo, a scapito del Mačva Šabac. L'8 agosto timbra, invece, la sua prima marcatura internazionale, nel match contro il Malatyaspor nei turni preliminari di Europa League. Il 31 gennaio 2020, i serbi riscattano il giocatore per 1,7 milioni di euro dalla Roma rendendo definitivo il trasferimento. Nonostante 12 reti realizzate in 24 gare, non riesce a condurre la squadra oltre il secondo posto. In tutto sono 23 i gol segnati in 51 presenze.

#### Almerìa
Il 5 ottobre 2020 il centravanti nigeriano passa all'Almería, con cui sigla un accordo quinquennale. Il 3 gennaio 2021 realizza la prima tripletta in carriera alla 20ª giornata di campionato contro il Ponferradina, realizzando tutte e tre le reti nei primi 30 minuti della prima frazione di gioco e risultando decisivo per la vittoria finale (3-1). L'Almeria arriva terza, giocando quindi i playoff di Segunda Division. Il 5 giugno, dopo una partita persa 3-0 con il Girona, l’Almería pareggia, uscendo così dalla corsa alla Primera Division alla quale Sadiq ha contribuito segnando 20 gol. L’anno seguente contribuisce alla promozione con 18 gol. Nelle prime tre giornate di Primera Division 2022-2023 segna due gol per un totale di 43 reti segnate in 84 partite disputate con l’Almería in due anni.

#### Real Sociedad
Il 1º settembre 2022 passa alla Real Sociedad. Due giorni dopo al debutto segna il suo primo gol nell’1-1 con l’Atlético Madrid. Tuttavia, nella sua seconda gara contro il Getafe, riporta la frattura del crociato, facendolo rimanere ai box per gran parte della stagione. Torna ufficialmente in campo la prima giornata di campionato della stagione 2023-2024, in una gara pareggiata per 1-1 contro il Girona.

### Nazionale
Nel 2016 ha giocato con la Nazionale Olimpica della Nigeria con la quale ha vinto il Bronzo alle Olimpiadi di Rio de Janeiro 2016, segnando 4 gol in 6 presenze, segna un gol battendo per 5-4 il Giappone, inoltre la sua rete permette alla Nigeria di sconfiggere per 1-0 la Svezia, infine la sua doppietta nella finale 3º posto contribuisce alla vittoria 3-2 contro l'Honduras.
Il 12 marzo 2021 riceve la prima convocazione in nazionale maggiore.

## Statistiche

### Presenze e reti nei club
Statistiche aggiornate al 30 maggio 2025.
| Stagione             | Club                 | Campionato           | Campionato | Campionato | Coppe nazionali | Coppe nazionali | Coppe nazionali | Coppe continentali | Coppe continentali | Coppe continentali | Supercoppe | Supercoppe | Supercoppe | Totale | Totale |
| Stagione             | Club                 | Comp                 | Pres       | Reti       | Comp            | Pres            | Reti            | Comp               | Pres               | Reti               | Comp       | Pres       | Reti       | Pres   | Reti   |
| -------------------- | -------------------- | -------------------- | ---------- | ---------- | --------------- | --------------- | --------------- | ------------------ | ------------------ | ------------------ | ---------- | ---------- | ---------- | ------ | ------ |
| 2013-2014            | Lavagnese            | D                    | 1          | 0          | CI-D            | 0               | 0               | -                  | -                  | -                  | -          | -          | -          | 1      | 0      |
| 2014-2015            | Spezia               | B                    | 0          | 0          | CI              | 0               | 0               | -                  | -                  | -                  | -          | -          | -          | 0      | 0      |
| 2015-2016            | Roma                 | A                    | 6          | 2          | CI              | 0               | 0               | UCL                | 0                  | 0                  | -          | -          | -          | 6      | 2      |
| 2016-2017            | Bologna              | A                    | 7          | 0          | CI              | 0               | 0               | -                  | -                  | -                  | -          | -          | -          | 7      | 0      |
| 2017-gen. 2018       | Torino               | A                    | 3          | 0          | CI              | 0               | 0               | -                  | -                  | -                  | -          | -          | -          | 3      | 0      |
| gen.-giu. 2018       | NAC Breda            | E                    | 12         | 5          | CO              | -               | -               | -                  | -                  | -                  | -          | -          | -          | 12     | 5      |
| 2018-gen. 2019       | Rangers              | SP                   | 1          | 0          | CS+SLC          | 2               | 0               | UEL                | 1                  | 0                  | -          | -          | -          | 4      | 0      |
| gen.-giu. 2019       | Perugia              | B                    | 17+1       | 3          | CI              | 0               | 0               | -                  | -                  | -                  | -          | -          | -          | 18     | 3      |
| 2019-2020            | Partizan             | SL                   | 24         | 12         | CS              | 3               | 0               | UEL                | 12                 | 5                  | -          | -          | -          | 39     | 17     |
| ago.-ott. 2020       | Partizan             | SL                   | 10         | 6          | CS              | 0               | 0               | UEL                | 3                  | 0                  | -          | -          | -          | 13     | 6      |
| Totale Partizan      | Totale Partizan      | Totale Partizan      | 34         | 18         |                 | 3               | 0               |                    | 15                 | 5                  |            | -          | -          | 52     | 23     |
| ott. 2020-2021       | Almería              | SD                   | 38+2       | 20         | CR              | 3               | 2               | -                  | -                  | -                  | -          | -          | -          | 43     | 22     |
| 2021-2022            | Almería              | SD                   | 36         | 18         | CR              | 2               | 1               | -                  | -                  | -                  | -          | -          | -          | 38     | 19     |
| ago.2022             | Almería              | PD                   | 3          | 2          | CR              | -               | -               | -                  | -                  | -                  | -          | -          | -          | 3      | 2      |
| Totale Almeria       | Totale Almeria       | Totale Almeria       | 77+2       | 40         |                 | 5               | 3               |                    | -                  | -                  |            | -          | -          | 84     | 43     |
| set. 2022-2023       | Real Sociedad        | PD                   | 2          | 1          | CR              | -               | -               | UEL                | 1                  | 0                  | -          | -          | -          | 3      | 1      |
| 2023-2024            | Real Sociedad        | PD                   | 26         | 3          | CR              | 6               | 0               | UCL                | 4                  | 0                  | -          | -          | -          | 36     | 3      |
| 2024-gen. 2025       | Real Sociedad        | PD                   | 7          | 0          | CR              | 1               | 0               | UEL                | 3                  | 0                  | -          | -          | -          | 11     | 0      |
| Totale Real Sociedad | Totale Real Sociedad | Totale Real Sociedad | 35         | 4          |                 | 7               | 0               |                    | 8                  | 0                  |            | -          | -          | 50     | 4      |
| gen.-giu. 2025       | Valencia             | PD                   | 16         | 5          | CR              | 2               | 1               | -                  | -                  | -                  | -          | -          | -          | 18     | 6      |
| Totale carriera      | Totale carriera      | Totale carriera      | 212        | 77         |                 | 19              | 4               |                    | 23                 | 5                  |            | -          | -          | 246    | 86     |

### Cronologia presenza e reti in nazionale
| Cronologia completa delle presenze e delle reti in nazionale ― Nigeria | Cronologia completa delle presenze e delle reti in nazionale ― Nigeria | Cronologia completa delle presenze e delle reti in nazionale ― Nigeria | Cronologia completa delle presenze e delle reti in nazionale ― Nigeria | Cronologia completa delle presenze e delle reti in nazionale ― Nigeria | Cronologia completa delle presenze e delle reti in nazionale ― Nigeria | Cronologia completa delle presenze e delle reti in nazionale ― Nigeria | Cronologia completa delle presenze e delle reti in nazionale ― Nigeria |
| Data                                                                   | Città                                                                  | In casa                                                                | Risultato                                                              | Ospiti                                                                 | Competizione                                                           | Reti                                                                   | Note                                                                   |
| ---------------------------------------------------------------------- | ---------------------------------------------------------------------- | ---------------------------------------------------------------------- | ---------------------------------------------------------------------- | ---------------------------------------------------------------------- | ---------------------------------------------------------------------- | ---------------------------------------------------------------------- | ---------------------------------------------------------------------- |
| 11-1-2022                                                              | Garoua                                                                 | Nigeria                                                                | 1 – 0                                                                  | Egitto                                                                 | Coppa d'Africa 2021 - 1º turno                                         | -                                                                      | 72’                                                                    |
| 15-1-2022                                                              | Garoua                                                                 | Nigeria                                                                | 3 – 1                                                                  | Sudan                                                                  | Coppa d'Africa 2021 - 1º turno                                         | -                                                                      | 82’                                                                    |
| 19-1-2022                                                              | Garoua                                                                 | Guinea-Bissau                                                          | 0 – 2                                                                  | Nigeria                                                                | Coppa d'Africa 2021 - 1º turno                                         | 1                                                                      | 57’                                                                    |
| 23-1-2022                                                              | Garoua                                                                 | Nigeria                                                                | 0 – 1                                                                  | Tunisia                                                                | Coppa d'Africa 2021 - Ottavi di finale                                 | -                                                                      | 75’                                                                    |
| 29-3-2022                                                              | Abuja                                                                  | Nigeria                                                                | 1 – 1                                                                  | Ghana                                                                  | Qual. Mondiali 2022                                                    | -                                                                      | 88’                                                                    |
| 13-6-2022                                                              | Abuja                                                                  | Nigeria                                                                | 2 – 1                                                                  | Sierra Leone                                                           | Qual. Coppa d'Africa 2023                                              | -                                                                      | 71’                                                                    |
| 13-10-2023                                                             | Portimão                                                               | Arabia Saudita                                                         | 2 – 2                                                                  | Nigeria                                                                | Amichevole                                                             | -                                                                      | 78’                                                                    |
| 16-10-2023                                                             | Albufeira                                                              | Mozambico                                                              | 2 – 3                                                                  | Nigeria                                                                | Amichevole                                                             | -                                                                      | 61’                                                                    |
| 19-11-2023                                                             | Butare                                                                 | Zimbabwe                                                               | 1 – 1                                                                  | Nigeria                                                                | Qual. Mondiali 2026                                                    | -                                                                      | 77’ 90’                                                                |
| 8-1-2024                                                               | Abu Dhabi                                                              | Guinea                                                                 | 2 – 0                                                                  | Nigeria                                                                | Amichevole                                                             | -                                                                      |                                                                        |
| 18-11-2024                                                             | Uyo                                                                    | Nigeria                                                                | 1 – 2                                                                  | Ruanda                                                                 | Qual. Coppa d'Africa 2025                                              | -                                                                      | 89’                                                                    |
| Totale                                                                 |                                                                        | Presenze                                                               | 12                                                                     |                                                                        | Reti                                                                   | 1                                                                      |                                                                        |

| Cronologia completa delle presenze e delle reti in nazionale ― Nigeria olimpica | Cronologia completa delle presenze e delle reti in nazionale ― Nigeria olimpica | Cronologia completa delle presenze e delle reti in nazionale ― Nigeria olimpica | Cronologia completa delle presenze e delle reti in nazionale ― Nigeria olimpica | Cronologia completa delle presenze e delle reti in nazionale ― Nigeria olimpica | Cronologia completa delle presenze e delle reti in nazionale ― Nigeria olimpica | Cronologia completa delle presenze e delle reti in nazionale ― Nigeria olimpica | Cronologia completa delle presenze e delle reti in nazionale ― Nigeria olimpica |
| Data                                                                            | Città                                                                           | In casa                                                                         | Risultato                                                                       | Ospiti                                                                          | Competizione                                                                    | Reti                                                                            | Note                                                                            |
| ------------------------------------------------------------------------------- | ------------------------------------------------------------------------------- | ------------------------------------------------------------------------------- | ------------------------------------------------------------------------------- | ------------------------------------------------------------------------------- | ------------------------------------------------------------------------------- | ------------------------------------------------------------------------------- | ------------------------------------------------------------------------------- |
| 5-8-2016                                                                        | Manaus                                                                          | Nigeria olimpica                                                                | 5 – 4                                                                           | Giappone olimpica                                                               | Olimpiadi 2016 - 1º turno                                                       | 1                                                                               |                                                                                 |
| 8-8-2016                                                                        | Manaus                                                                          | Svezia olimpica                                                                 | 0 – 1                                                                           | Nigeria olimpica                                                                | Olimpiadi 2016 - 1º turno                                                       | 1                                                                               | 74’                                                                             |
| 11-8-2016                                                                       | San Paolo                                                                       | Colombia olimpica                                                               | 2 – 0                                                                           | Nigeria olimpica                                                                | Olimpiadi 2016 - 1º turno                                                       | -                                                                               |                                                                                 |
| 14-8-2016                                                                       | Salvador                                                                        | Nigeria olimpica                                                                | 2 – 0                                                                           | Danimarca olimpica                                                              | Olimpiadi 2016 - Quarti di finale                                               | -                                                                               | 85’                                                                             |
| 17-8-2016                                                                       | San Paolo                                                                       | Nigeria olimpica                                                                | 0 – 2                                                                           | Germania olimpica                                                               | Olimpiadi 2016 - Semifinale                                                     | -                                                                               | 64’                                                                             |
| 20-8-2016                                                                       | Belo Horizonte                                                                  | Honduras olimpica                                                               | 2 – 3                                                                           | Nigeria olimpica                                                                | Olimpiadi 2016 - Finale 3º posto                                                | 2                                                                               |                                                                                 |
| Totale                                                                          |                                                                                 | Presenze                                                                        | 6                                                                               |                                                                                 | Reti                                                                            | 4                                                                               |                                                                                 |

## Palmarès

### Club

#### Competizioni giovanili
- Campionato Primavera: 1

Roma: 2015-2016

#### Competizioni nazionali
- Segunda División: 1

Almeria: 2021-2022

### Nazionale
- Bronzo olimpico: 1

Rio de Janeiro 2016

### Individuale
- Capocannoniere del Campionato Primavera: 1

2014-2015